# アリス・ザ・ベスト 〜遠くで汽笛を聞きながら〜
『アリス・ザ・ベスト 〜遠くで汽笛を聞きながら〜』（アリス・ザ・ベスト 〜とおくできてきをききながら〜）は、2016年11月2日にユニバーサルミュージックから発売されたアリスのベスト・アルバム。

## 解説
谷村新司アーティスト活動45周年イヴ・イヤー特別企画として企画された本作は『谷村新司・ザ・ベスト ～陽はまた昇る～』と同日に発売されたベスト・アルバム。
本作は、谷村新司監修の下、EXPRESSレーベルで発売したアリスの楽曲より、シングル表題曲12曲と、アルバム収録曲・カップリング曲の4曲から構成された全16曲入りとなっている。
ユニバーサルミュージックの独自企画のため、EXPRESSレーベル在籍期間であった1972年から1979年までに発売された作品に選曲が絞られており、1980年以降発売のポリスターでの楽曲や、2000年以降に行われた再始動時に発表した楽曲からは選曲されていない。
本作のために、オリジナル・アナログ・テープから最新デジタルリマスターを施したSHM-CD仕様。
ブックレットは文字の大きいユニバーサルデザイン仕様。全曲、ギターコード譜面付となっている。

## 収録曲
1. 冬の稲妻（3:09）
2. チャンピオン（4:13）
3. 今はもうだれも（3:58）
4. 涙の誓い（3:29）
5. ジョニーの子守唄（3:24）
6. 夢去りし街角（3:57）
7. 青春時代（2:47）
8. 帰らざる日々（4:06）
9. 遠くで汽笛を聞きながら（4:00）
10. さらば青春の時（4:58）
11. 五年目の手紙（3:08）
12. 秋止符（4:15）
13. 走っておいで恋人よ（3:35）
14. 街路樹は知っていた（3:25）
15. 地図にない町（2:34）
16. 誰もいない（3:40）